# Лорен Шмідт-Гіссріх
Лорен Шмідт-Гіссріх (англ. Lauren Schmidt Hissrich, англ. HIS-rik) — американська сценаристка і телепродюсер. Вона є виконавчим продюсером та шоуранером телесеріалу «Відьмак».

## Життя і кар'єра
Гіссріх зросла в Вестервіллі, Огайо. У 2000 році закінчила Віттенбергський університет в Спрінгфілді, штат Огайо з БМ за спеціальностями англійська література і креативне письмо.
Гіссріх написала сценарії для телесеріалів «Західне крило» і «Справедливість», а також створила і спродюсувала такі шоу, як «Батьки», «Не нашкодь», «Приватна практика», «Шибайголова», «Захисники» і «Академія Амбрелла». У грудні 2017 року було оголошено, що вона стане шоуранером «Відьмака», оригінального серіалу Netflix на основі серії книг Анджея Сапковського.

## Особисте життя
Живе в Лос-Анджелесі зі своїм чоловіком Майклом Гіссріхом, який також є телепродюсером, і двома синами, Гаррі та Беном.